# Deutsche Militärzeitschrift
Die Deutsche Militärzeitschrift (DMZ) ist eine seit 1995 zweimonatlich erscheinende Zeitschrift. Nach eigener Aussage soll sich die Zeitschrift „an die Erlebnisgeneration des Zweiten Weltkrieges, an Soldaten und Reservisten der Bundeswehr und an alle zeitgeschichtlich interessierten“ Bürger richten. „Ebenso angesprochen“ sollen sich „die ehemaligen Angehörigen der NVA“ fühlen. Während die Redaktion sich selbst im konservativen Spektrum verortet, steht die DMZ nach Einschätzung der Bundesregierung dem Rechtsextremismus nahe. Im redaktionellen Teil der DMZ finden sich Beiträge, die die Kriegsführung des nationalsozialistischen Deutschlands im Zweiten Weltkrieg unkritisch und teilweise mit geschichtsrevisionistischer Tendenz thematisieren.

## Geschichte
Die Zeitschrift wurde im April 1995 von Harald Thomas gegründet, dem ehemaligen Geschäftsführer eines Nationaleuropäischen Jugendwerks (NEJ) und vormaligen Chefredakteur von dessen neurechter Zeitschrift Zeitenwende. Die DMZ. erschien zunächst alle zwei Monate im DMZ-Verlag im Format DIN A 4 und Schwarz-Weiß-Druck. Inhaltlich lag der Schwerpunkt auf Artikeln über die Bundeswehr und den Zweiten Weltkrieg. Einen weiteren Schwerpunkt legte die Redaktion außerdem auf Zeitzeugenberichte. Bereits in der ersten Nummer warben die rechtsextremistischen Verlage Druffel und Nation und Europa.
Anfang 1997 wurde die DMZ verkauft und durch den neuen Chefredakteur Wolfgang Dischert aus Köln inhaltlich weitergeführt. Ab 1998 erschien sie dreimonatlich im Verlag der Medien-Marketing-Team GmbH (MTM) in Bad Soden-Salmünster. Redaktionsleiter war Wolfgang Dischert. Zu den ständigen Mitarbeitern gehörte Claus Nordbruch, unter den freien Mitarbeitern waren Emil Schlee und Wolfgang Strauß. Für Interviews konnten Jörg Schönbohm und Martin Hohmann gewonnen werden. Neben weiteren, politisch unauffälligen Verlagen begann auch der Grabert Verlag Anzeigen zu schalten.
Im September 2003 ging die MTM in Insolvenzverfahren. Die Herausgabe übernahm der Verlag Deutsche Militärzeitschrift (VDZM) aus Berchtesgaden durch den Chefredakteur Josef Gruber. Das Magazin wurde nun durchgehend farbig mit einer erhöhten Zahl von Abbildungen gedruckt. Zugleich machte sich eine Verbindung zu dem von Dietmar Munier betriebenen Arndt-Verlag bemerkbar. Veröffentlichungen dieses Verlages wurden durch die DMZ in Form von Artikeln redaktionell begleitet und beworben. Bücher von Muniers Pour le Mérite-Verlag, mit dem sich der VDZM die Postanschrift teilte, erhielten ganzseitige Werbeanzeigen, und ein Prospekt des Verlags- und Versandhauses Lesen & Schenken GmbH wurde der zweiten Ausgabe beigeheftet. Die Verantwortung Muniers für die DMZ belegt auch dessen Eintragung als Administrativer Ansprechpartner für die Webseiten von MTM und DMZ. Laut Elmar Vieregge gehört die DMZ seit dem Engagement Muniers Ende 2003 de facto zu dessen rechtsextremistischem Arndt-Verlag. Der schleswig-holsteinische Verfassungsschutz wies 2010 in seinem Verfassungsschutzbericht darauf hin, dass der Schwerpunkt der Verlagsgruppe der Vertrieb geschichtsrevisionistischer Literatur ist und Bücher wie die des verurteilten Holocaust-Leugners David Irving angeboten werden, die durch eine teils unkritische Haltung zum Nationalsozialismus gekennzeichnet sind.
Elmar Vieregge kam in einer Analyse zu dem Schluss, dass Munier die Chance erkannt habe, mit der in einem unbelasteten publizistischen Umfeld entstandenen DMZ Leser außerhalb des Kreises seiner Gesinnungsgenossen zu erreichen.
Munier betonte selbst, dass durch den Vertrieb der DMZ über den Zeitschriftenhandel die Verbreitung von Texten „nicht mehr jenseits der Öffentlichkeit in abgeschlossenen Zirkeln statt(findet).“ Bereits zu Zeiten des Erscheinens unter der Verantwortung der MTM hatten sich die Verantwortlichen zu den demokratischen Grundwerten der Bundesrepublik Deutschland bekannt. Dieses Bekenntnis wurde auch von der für den VDMZ tätigen Redaktion übernommen. Elmar Vieregge weist aber darauf hin, dass trotz dieser scheinbaren Distanz die Selbstdarstellung des Chefredakteurs Gruber eine vor allem unter Rechtsextremisten verbreitete Haltung gezeigt habe, der deutschen Publizistik eine tabuisierende Sicht auf den Nationalsozialismus und den Zweiten Weltkrieg vorzuhalten. Zwar könne dies auch die Haltung eines konservativen Demokraten sein, aber die positiven Äußerungen Muniers als eines bekannten rechtsextremistischen Verlegers machten das abgedruckte Bekenntnis zu den demokratischen Grundwerten unglaubwürdig.
2004 wurde die DMZ mit dem seit 1987 erscheinenden Militärmagazin Barett vereinigt.
Chefredakteur der DMZ wurde im Frühjahr 2005 der langjährige Mitarbeiter der Jungen Freiheit und Vertreter der Neuen Rechten, Manuel Ochsenreiter. Über seine Nahostreisen inklusive Interviews mit Funktionären von Hamas sowie Hisbollah berichtete er ausführlich in der DMZ.
Da Ochsenreiter seit März 2011 auch Chefredakteur des ebenso von Dietmar Munier herausgegebenen Monatsmagazins Zuerst! war, löste ihn laut Mitteilung der DMZ Guido Kraus als Chefredakteur der DMZ ab. Ochsenreiter blieb bis zu seinem Tod 2021 weiterhin Redakteur der Zeitschrift. So reiste er Anfang 2012 in den Iran und berichtete darüber in den März-Ausgaben der Zuerst! und der DMZ.

## Inhalt
Die Themengebiete umfassen insbesondere Militärhistorie, Krieg, Gefangenschaft, Flucht und Vertreibung, Wehrwissenschaft, Krisenherde, Bundeswehr und Streitkräfte aller Welt, oft verherrlichende Soldatenportraits und Sicherheitspolitik.
Die Zeitschrift enthält häufig Interviews mit Politikern und Prominenten aus anderen Bereichen des öffentlichen Lebens zu ihren Erfahrungen mit dem Militär. So gaben beispielsweise die ehemaligen Bundesverteidigungsminister Rudolf Scharping, Hans Apel, Rupert Scholz, Georg Leber, der ehemalige KFOR-Kommandant Klaus Reinhardt (Nr. 22/2000), der Generalleutnant a. D. und ehem. Kommandeur des NATO Defense College in Rom Franz Uhle-Wettler (Sonderausgabe Fallschirmjäger, Nr. 89/2012), der Brigadegeneral a. D. und ehem. Kommandeur des KSK Reinhard Günzel (Sonderausgabe Afrikakorps, Nr. 56/2007, Nr. 59/2007 und Nr. 63/2008), der Generalmajor a. D. Gerd Schultze-Rhonhof (Nr. 37/2004 und Nr. 99/2014) der damalige Brandenburger Innenminister Jörg Schönbohm (Nr. 16/1999), der ehemalige sächsische Justizminister Steffen Heitmann (Nr. 8/1997 und Nr. 21/2000), Hajo Herrmann (Nr. 20/2000), Heinrich Lummer (Nr. 23/2000), die BdV-Präsidentin Erika Steinbach, der US-Schauspieler Tom Cruise (Nr. 52/2006), der Schauspieler Heino Ferch, der Präsident des Deutschen Fußball-Bundes Theo Zwanziger sowie Peter Scholl-Latour (Nr. 38/2004) der Zeitschrift Interviews. Der israelische Militärhistoriker und -theoretiker Martin van Creveld gab der DMZ mehrfach Interviews, so für die Ausgabe Januar/Februar 2009 und September 2011. 2009 interviewte die Zeitschrift den kanadischen Geschichtsrevisionisten James Bacque, den revisionistischen Historiker Franz W. Seidler und den Anwalt Klaus Goebel, ein Kuratoriumsmitglied der Stillen Hilfe für Kriegsgefangene und Internierte, die NS-Täter unterstützt.

## Rezeption
Laut einer Analyse von Elmar Vieregge weist der überwiegende Teil der Artikel in der  DMZ weder rechtsextremistische Inhalte noch offen rassistische oder antisemitische Aussagen auf. Die Beiträge über Waffentechnik und Militärtreffen sowie die meisten Texte zur Entwicklung der Bundeswehr würden den Anschein erwecken, als ob sich das Magazin primär militärischen Angelegenheiten widmete. Doch existiere durch den Verleger ein rechtsextremistischer Hintergrund, und der Chefredakteur Ochsenreiter sowie einige der Stammautoren hätten eine redaktionelle Linie geschaffen, „die sich am rechtsextremistischen Revisionismus im weiteren Sinn orientiert. Der bestreitet zwar nicht den Holocaust, leugnet oder relativiert aber andere NS-Untaten. Dadurch soll das Dritte Reich in einem günstigeren Licht erscheinen und gegenwärtige Systemalternativen von rechts von einer durch die Erinnerung an die nationalsozialistischen Verbrechen verursachten Belastung befreit werden. […] Mit der Kombination aus Verschweigen oder Relativieren der NS-Verbrechen und der Darstellung von Deutschen als bloße Opfer von Luftangriffen, Vertreibung oder Misshandlungen in Kriegsgefangenenlagern nutzte die DMZ eine seit Jahrzehnten im Rechtsextremismus gängige Vorgehensweise, um das nationalsozialistische Deutschland zu verharmlosen und es als Opfer feindlicher Mächte darzustellen.“
Fabian Virchow ordnete die DMZ als „Zeitschriftenprojekt aus der extremen Rechten“ ein, die sich mit geschichtlichen, aktuellen militärischen und militärpolitischen Themen befasst. In den Beiträgen bekannter Vertreter der extremen Rechten würden laut Virchow Legenden vom deutschen „Präventivkrieg“ ebenso das Wort geredet wie einem angeblichen Friedenswillen des nationalsozialistischen Regimes.
Zu den Autoren aus dem rechtskonservativen bis rechtsextremen Spektrum gehören z. B. der ehemalige Präsident des Studienzentrums Weikersheim Klaus Hornung, Claus Nordbruch und Franz W. Seidler sowie Generalleutnant a. D. Franz Uhle-Wettler. Weitere Autoren sind  Rolf-Josef Eibicht, das Republikaner-Mitglied Emil Schlee, Hans-Joachim von Leesen, Nation-und-Europa-Autor Wolfgang Strauß, der rechtsextreme Vertriebenenfunktionär Walter Staffa sowie der ehemalige Kommandeur der Spezialeinheit KSK Brigadegeneral a. D. Reinhard Günzel.
Die Veröffentlichung von Lebensläufen militärischer Personen aus der Zeit des Zweiten Weltkriegs wie Michael Wittmann wird als eine Würdigung der Wehrmacht und Waffen-SS angesehen.
Werbung und Inserate für die DMZ werden in Medien wie der Jungen Freiheit, aber auch der NPD-Zeitung Deutsche Stimme veröffentlicht. In der DMZ annoncierten das Deutsche Waffen-Journal, das Panzermuseum Munster und das Y. Magazin der Bundeswehr. Unter den Anzeigenkunden befinden sich Inserate bekannter rechtsextremistischer Verlage wie der Grabert-Verlag oder der „Munin-Verlag“ mit seinem die Waffen-SS verherrlichenden Periodikum „Der Freiwillige“. Auch der Deutsche Stimme Verlag der NPD, die revanchistische Wochenzeitung Der Schlesier oder der rechtslastige Ares-Verlag aus Graz haben in der Deutschen Militärzeitschrift annonciert, ebenso die FPÖ-nahe Wochenzeitung Zur Zeit und das 2018 eingestellte rechte österreichische Magazin Die Aula.

## Einschätzung der Bundesregierung
Aufgrund kleiner Anfragen der Linkspartei gab die Bundesregierung mehrmals Stellungnahmen zur Deutschen Militärzeitschrift ab. Demnach steht die Zeitschrift „dem rechtsextremistischen ‚Arndt-Verlag‘ nahe“ und „veröffentlicht regelmäßig Werbeanzeigen für Druckerzeugnisse des ‚Arndt-Verlages‘ und anderer rechtsextremistischer Verlage. Im redaktionellen Teil der DMZ finden sich Beiträge, die den Zweiten Weltkrieg unkritisch und teilweise mit geschichtsrevisionistischer Tendenz thematisieren.“ Daher hat die Bundesregierung alle Bibliotheken und Fachinformationsstellen der Bundeswehr 2008 angewiesen, den Bezug der Deutschen Militärzeitschrift einzustellen. Davon ausgenommen sind das Militärgeschichtliche Forschungsamt, das Militärhistorische Museum und die Akademie der Bundeswehr für Information und Kommunikation, wo „die Zeitschrift zu rein wissenschaftlichen Zwecken durch einen eingeschränkten Personenkreis genutzt“ werden kann.

## DMZ Zeitgeschichte
Seit 2012 erscheint zweimonatlich unter dem Titel DMZ Zeitgeschichte eine Publikation, die sich thematisch auf die Waffen-SS spezialisiert hat. Zu den Autoren gehören neben den auch für die DMZ arbeitenden Redakteuren der Vertreter der Präventivkriegsthese Heinz Magenheimer und der Militärschriftsteller mit Schwerpunkt Waffen-SS Rolf Michaelis sowie Jean Restayn. Die Publikation stellt die Waffen-SS als „militärische Eliteeinheit“ dar und betont deren militärische Leistungen, unterschlägt aber zugleich den ideologischen Hintergrund der Waffen-SS. Sie geht außerdem nicht auf deren Beteiligung an Kriegsverbrechen und ihre Rolle im Holocaust ein. Dagegen werden Taten alliierter Soldaten an Angehörigen der Waffen-SS herausgestellt. Das Magazin versteht sich nach eigener Darstellung als unpolitisch in dem Sinne, dass man Fakten „nüchtern, sachlich, historisch einwandfrei“ darstelle. Tatsächlich werde, so Lenard Suerman in Der Rechte Rand, „völkisch-nationalistische Geschichtspolitik“ vermittelt. Laut dem Historiker Elmar Vieregge in einem Beitrag für Endstation Rechts verherrlicht die DMZ Zeitgeschichte einerseits die Waffen-SS und präsentiert andererseits insbesondere jungen Rechtsextremisten ein historisches Ideal für deren eigene Lebensgestaltung.